# 克氏細歧鬚鱨
克氏細歧鬚鱨，為輻鰭魚綱鯰形目倒立鯰科細歧鬚鱨屬的其中一種，為熱帶淡水魚，分布於非洲剛果河中游流域，棲息在底中層水域，生活習性不明。